# Tverrådalskyrkja
Tverrådalskyrkja er et rygformet bjerg der ligger i bjergkæden Breheimen, på grænsen mellem Skjåk kommune i Innlandet i nord og Luster kommune i Vestland i syd .

## Toppunkt og bestigning
Den højeste top (Tverrådalskyrkja eller Store Tverrådalskyrkja) er 2.087 moh. Toppen har en meget karakteristisk og dominerende profil når man ser den fra Sota i Skjåk. Tverrådalskyrkja har også et lavere toppunkt, Søre Tverrådalskyrkja, som er 2.034 moh. og ligger ca. 700 m sydvest for det højeste toppunktet.
Toppen blev besteget første gang 2. august 1842 af Harald Nicolai Storm Wergeland. I dag er den almindeligste rute til toppen op af østryggen fra Fortundalsbreen.
Tverrådalskyrkja ligger på en 125. plads på listen over Norges højeste bjerge .

## Galleri
- Foto: Cato Edvardsen (2010)
- Foto: Cato Edvardsen (2010)

## Eksterne kilder og henvisninger
1. ↑   Tverådalskyrkjas referencesadel er på vandskillet mellem Illvatnet og Tundradalen, på Tundradalsbandet. Sadelpunktet er mellem kote 1460 og 1480, og anslås til 1469 moh.
2. ↑  Liste over Norges høyeste fjell Arkiveret 23. juni 2008 hos  Wayback Machine (125. plads) på toppomania.info

- «Tverrådalskyrkja» hos Scandinavians Mountains.com